# Порфирівка
Порфи́рівка (крим. Porfırivka) — село Євпаторійського району Автономної Республіки Крим.